# Nord-Ostsee-Bahn
Nord-Ostsee-Bahn (Nord-Ostsee-Bahn GmbH, forkortet NOB) er et regionalt busselskab i Slesvig-Holsten. 

## Jernbaneoperatør
Selskabet har tidligere periodevis drevet jernbanetrafik ind i Danmark til Padborg og Tønder. Jernbaneselskabet blev etableret i 2000 og havde hovedkontor i Kiel i Slesvig-Holsten. 

## Ekstern henvisning
- Nord-Ostsee-Bahn

54°18′58.428″N 10°7′56.233″Ø / 54.31623000°N 10.13228694°Ø